# 유니시스
유니시스(Unisys, NYSE: UIS)는 펜실베이니아주에 위치한 미국의 글로벌 IT 기업이다. 이 기업은 IT 서비스, 소프트웨어, 기술의 포트포리오를 제공한다. 버로스가 유니박을 사들이면서 버로스와 유니박 계열 컴퓨터의 과거 소유주이기도 하다.

## 역사
유니시스는 1886년의 아메리칸 애리스마머터 컴퍼니(American Arithmometer Company, 이후의 버로스 코퍼레이션)와 1910년의 스페리 자이스코프 컴퍼니(Sperry Gyroscope Company)의 설립으로 거슬러 올라간다. 유니시스 이전의 기업들은 또한 세계 최초의 상용 디지털 컴퓨터인 비낙(BINAC)과 유니박을 개발한 에커트-모칠리 컴퓨터 코퍼레이션(Eckert–Mauchly Computer Corporation)을 포함하기도 한다.
1896년 9월 유니시스는 버로스가 스페리를 4,800,000,000 달러에 사들이면서 메인프레임 기업 스페리와 버로스 간의 병합을 통해 설립되었다.

## 제품, 서비스, 클라이언트

### 제품 및 서비스
- 애플리케이션 서비스: Advisory Services, Implementation Services, Application Managed Services, Mobile Application Services
- 클라우드 솔루션: Cloud Advisory Services, Data Center Planning Design and Implementation, CloudBuild Services, Choreographer, Hybrid Cloud
- 하이엔드 서버: ClearPath Forward!, ClearPath Systems, Storage Products
- 매니지드 서비스 및 아웃소싱: End User and Data Center Services, Service Desk, Global Field Services, Windows Migration, Workspace Services, Infrastructure Services, Application Managed Services
- 모빌리티/최종 사용자 서비스: advisory and implementation services
- 보안 솔루션: Stealth software, managed services, advisory services, design and implementation services, biometric-enabled and multi-factor authentication solutions
- 서비스 관리: Unisys VantagePoint, Edge Service Management, advisory, implementation and optimization services
- 소셜 비즈니스: Enterprise Social Business Transformation, Ensemble Unified Communications[1]

## 현재의 선별된 프로젝트
- IT의 소비자화(Consumerization of IT)
- 보안 지수(Security Index)
- 클라우드 20/20(Cloud 20/20)
- 사회 협업(Social Collaboration)

## 서비스 품질
유니시스는 서비스 품질의 국제 표준 인증을 위해 전 세계에 데이터 센터를 두고 있다.
여기에는 ISO 9001:2008, ISO 20000-1:2005, ISO 27001 표준에 대한 인증을 포함한다. 유니시스 데이터 센터는 ITIL 공정을 위한 글로벌 프로세스 표준 (GPS)을 따른다. 또, 유니시스는 클라이언트가 있던 시설에 위치한 데이터 센터를 지원하고 관리한다.
| 위치                | 나라           | ISO 9001 | ISO 20000 | ISO 27001 |
| ------------------- | -------------- | -------- | --------- | --------- |
| Eagan-Minnesota     | 북아메리카     | 없음     | 인증됨    | 인증됨    |
| Reston-Virginia     | 북아메리카     | 없음     | 없음      | 인증됨    |
| Salt Lake City-Utah | 북아메리카     | 없음     | 인증됨    | 인증됨    |
| Rio de Janeiro      | 브라질         | 인증됨   | 인증됨    | 인증됨    |
| Sao Paulo           | 브라질         | 인증됨   | 인증됨    | 인증됨    |
| Milton Keynes       | 영국           | 인증됨   | 인증됨    | 인증됨    |
| Alingsas            | 스웨덴         | 인증됨   | 2011      | 인증됨    |
| Sydney              | 오스트레일리아 | 인증됨   | 인증됨    | 인증됨    |
| Auckland            | 뉴질랜드       | 인증됨   | 없음      | 인증됨    |
| Kapiti              | 뉴질랜드       | 인증됨   | 인증됨    | 인증됨    |

## 같이 보기
- 레밍턴 랜드
- 시스템 디밸롭먼트 코퍼레이션
- 유니박

## 참조
1. ↑  “Equipinng you with mission critical solutions”. Unisys.
2. ↑  “Quality certifications”. 2011년 7월 25일에 원본 문서에서 보존된 문서. 2013년 1월 31일에 확인함.
3. ↑  “Data centers at client-owned facilities”. 2013년 1월 24일에 원본 문서에서 보존된 문서. 2013년 1월 31일에 확인함.